# 1814년 미국 하원의원 선거
1814년 미국 하원의원 선거는 1814년 미국에서 치러진 하원의원 선거이다. 인기 없던 1812년 전쟁 중에 치러진 선거였으나, 의외의 선전에 전쟁을 이끌었던 민주공화당은 약간의 의석을 늘리는 데 성공한다

## 선거 결과
| 정당       | 의석 수 |
| ---------- | ------- |
| 민주공화당 | 119석   |
| 연방당     | 64석    |
| 합계       | 183석   |